# اتحادیه ماگورا (جیکارگاچا)
اتحادیه ماگورا (به لاتین: Magura Union) یک منطقهٔ مسکونی در بنگلادش است که در Jhikargacha Upazila (Riaj Ahmed Shuvo) واقع شده‌است.
 اتحادیه ماگورا ۶۶٫۲۵ کیلومتر مربع مساحت و ۱۳٬۵۲۶ نفر جمعیت دارد.